# Zenta
Zenta, uvala na južnom dijelu splitskog polutoka, smještena na području gradskog kotara Bačvice. Na Zenti se nalazi bazen POŠK-a. Godine 1934. osnovano je Pomorsko sportsko ribarsko društvo Zenta koje je izgradilo lučicu za pristanak brodova.